# Retten på Frederiksberg
Retten på Frederiksberg er en byret på Frederiksberg.
Byretten har blandt andre Frederiksberg og en del af København som retskreds. Inklusive byretspræsident Christian Lundblad er der pr. 1. april 2019 tilknyttet 14 dommere til retten.
Det gamle fredede domshus på Howitzvej 30-32 er tegnet af Hack Kampmann, og blev opført fra 1919 til 1921. I forbindelse med domstolsreformen der tråde i kraft 1. januar 2007 blev Frederiksberg retskreds udvidet med Bispebjerg-Brønshøj Provsti, Valby-Vanløse Provsti samt Sydhavn Sogn. Det blev derfor nødvendigt med en større retsbygning. Den nye retsbygning på Howitzvej 32 blev indviet i 2012 og er tegnet af 3XN.